# Сентиментальна подорож Францією й Італією
Сентиментальна подорож Францією й Італією (англ. A Sentimental Journey Through France and Italy) — роман ірландсько-англійського письменника Лоуренса Стерна, виданий у Лондоні у 1768 році. Твір не вдалося закінчити, адже автор помер через кілька днів після виходу у світ перших розділів, чим не встигнув дописати далі.
Сам Стерн через хитке здоров'я здійснював кілька поїздок до Франції й Італії, які профінансувалися завдяки успіху минуло опублікованого твору «Трістрам Шенді».

## Сюжет
Преподобний Йорік, оповідач від першої особи та альтер его автора, вирушає у подорож Францією та Італією за станом здоров'я. Чоловік винаймає карету та слуг попрямувавши за межі Парижа, але не встигає від'їхати далеко від міста, як текст різко обривається.
У серії захопливих епізодів Стерн дозволяє читачеві розділити переживання головного героя через чуткі враження і душевні муки, які часом супроводжуються еротичними пригодами.
Книга є менш ексцентрична, ніж раніше опублікований роман «Тристрам Шенді», який деякі автори хотіли б бачити завершеною «Чуттєвою подорожжю» Стерна, і на персонал якого, Йорік час від часу посилається.

## Відгуки
Після публікації роман відзначився популярністю не тільки в Англії, але й поза межами, через що переклад німецькою мав не менший успіх. Під впливом Стерна у другій половині XVIII століття сформувався окремий літературний жанр про подорожі — чуттєві мандрівки. На відміну від загальноприйнятих тревелогів, автори яких описують країну та людей, звичаї, традиції та культуру у фактичній і більш менш докладній манері, чуттєві мандрівники насамперед цікавляться власним суб'єктивним досвідом, своїми фізичними та емоційними реакціями та особистим Я.
Музикант і видавець Йоганн Йоахім Крістоф Боде переклав роман Стерна німецькою мовою під назвою «Чуттєва подорож Йоріка» в 1768 році, завдяки чому набув у Німеччині такого ж успіху, як раніше в Англії. Слово empfindsam було неологізмом, який Готгольд Ефраїм Лессінг запропонував Боде як переклад слова sentimental (сентиментальна подорож) і який згодом був застосований до всієї епохи Empfindsamkeit.
У 1769 році продовження роману було опубліковано анонімним друкарем під псевдонімом Eugenius (тобто Джон Голл-Стівенсон). Сиквел не зміг досягти рівня оригіналу. У німецькому перекладі книжка була сильно скорочена та відредагована.